# Fără anestezie
Fără anestezie este un film din 1978 regizat de Andrzej Wajda.